# Sony Music Masterworks
Pour les articles homonymes, voir Sony (homonymie).
Sony Music Masterworks, aussi appelé Sony Masterworks, est un label discographique résultant de la restructuration de la division musique classique de Sony Music Entertainment. Avant l'acquisition des actions de Bertelsmann de l'ancien Sony BMG, le label s'appelait Sony BMG Masterworks.
Sa formation marqua la fusion de Sony Classical et BMG Classics (dont RCA Red Seal). Gilbert Hetherwick fut président du label de janvier 2005 à novembre 2006, remplaçant Peter Gelb qui dirigeait Sony Classical avant la fusion.  Hetherwick indiqua alors que le label ré-éditerai de 100 à 200 enregistrements historiques par an. Hetherwick parti en 2006, et fut remplacé par Alex Miller, un ancien employé de BMG.